# Chemillé-sur-Dême
Chemillé-sur-Dême és un municipi francès, situat al departament de l'Indre i Loira i a la regió de Centre – Vall del Loira. L'any 2007 tenia 659 habitants.

## Demografia

### Població
El 2007 la població de fet de Chemillé-sur-Dême era de 659 persones. Hi havia 293 famílies, de les quals 106 eren unipersonals (45 homes vivint sols i 61 dones vivint soles), 85 parelles sense fills, 94 parelles amb fills i 8 famílies monoparentals amb fills.
La població ha evolucionat segons el següent gràfic:
Habitants censats

### Habitatges
El 2007 hi havia 380 habitatges, 297 eren l'habitatge principal de la família, 41 eren segones residències i 43 estaven desocupats. 351 eren cases i 27 eren apartaments. Dels 297 habitatges principals, 205 estaven ocupats pels seus propietaris, 82 estaven llogats i ocupats pels llogaters i 9 estaven cedits a títol gratuït; 19 tenien una cambra, 16 en tenien dues, 58 en tenien tres, 71 en tenien quatre i 132 en tenien cinc o més. 213 habitatges disposaven pel capbaix d'una plaça de pàrquing. A 124 habitatges hi havia un automòbil i a 122 n'hi havia dos o més.

### Piràmide de població
La piràmide de població per edats i sexe el 2009 era:
| Homes | Edats   | Dones |
| ----- | ------- | ----- |
| 0     | 95 o +  | 12    |
| 0     | 90 a 94 | 4     |
| 4     | 85 a 89 | 12    |
| 4     | 80 a 84 | 4     |
| 12    | 75 a 79 | 12    |
| 16    | 70 a 74 | 12    |
| 24    | 65 a 69 | 20    |
| 16    | 60 a 64 | 40    |
| 20    | 55 a 59 | 16    |
| 20    | 50 a 54 | 4     |
| 12    | 45 a 49 | 16    |
| 24    | 40 a 44 | 8     |
| 12    | 35 a 39 | 32    |
| 28    | 30 a 34 | 24    |
| 8     | 25 a 29 | 12    |
| 20    | 20 a 24 | 12    |
| 8     | 15 a 19 | 12    |
| 12    | 10 a 14 | 32    |
| 16    | 5 a 9   | 20    |
| 12    | 0 a 4   | 4     |

## Economia
El 2007 la població en edat de treballar era de 374 persones, 277 eren actives i 97 eren inactives. De les 277 persones actives 248 estaven ocupades (131 homes i 117 dones) i 29 estaven aturades (8 homes i 21 dones). De les 97 persones inactives 38 estaven jubilades, 32 estaven estudiant i 27 estaven classificades com a «altres inactius».

### Ingressos
El 2009 a Chemillé-sur-Dême hi havia 299 unitats fiscals que integraven 673 persones, la mediana anual d'ingressos fiscals per persona era de 17.534 €.

### Activitats econòmiques
Dels 25 establiments que hi havia el 2007, 1 era d'una empresa alimentària, 1 d'una empresa de fabricació d'altres productes industrials, 10 d'empreses de construcció, 7 d'empreses de comerç i reparació d'automòbils, 2 d'empreses d'hostatgeria i restauració, 2 d'empreses d'informació i comunicació i 2 d'empreses financeres.
Dels 14 establiments de servei als particulars que hi havia el 2009, 1 era una oficina bancària, 2 tallers de reparació d'automòbils i de material agrícola, 1 paleta, 4 fusteries, 4 lampisteries i 2 restaurants.
L'únic establiment comercial que hi havia el 2009 era una botiga de menys de 120 m².
L'any 2000 a Chemillé-sur-Dême hi havia 30 explotacions agrícoles que ocupaven un total de 2.943 hectàrees.

## Equipaments sanitaris i escolars
El 2009 hi havia una escola maternal integrada dins d'un grup escolar amb les comunes properes formant una escola dispersa.

## Poblacions més properes
El següent diagrama mostra les poblacions més properes.